# Urumi (arma)

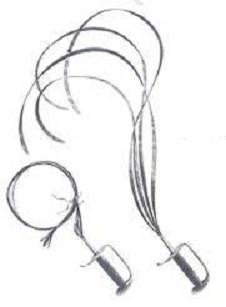
Urumi

El urumi es un tipo de arma con una estructura flexible como un látigo, oriunda del sur de Asia. Originándose en lo que es ahora el sur de India y Sri Lanka, se cree que habría existido ya desde la dinastía Maurya. Es considerada una de las armas más difíciles en dominar debido al riesgo de lesionarse uno mismo. Esta arma es tratada como un látigo de acero, y por lo tanto requiere de conocimiento previo. Por esta razón, el urumi siempre se enseña en las etapas finales en las artes marciales del sur de Asia, como el kalaripayattu.